# リヨン国際博覧会
リヨン国際博覧会（リヨンこくさいはくらんかい, Lyon Expo 1949）は、1949年9月24日から10月9日にかけてフランスのリヨンで開催された国際博覧会（特別博）である。テーマは「Rural Habitation」。